# Вход Б
Вход Б е първият албум на Нова генерация, записан през 1988, но издаден през 1995.

### Страна А
1. Страх
2. С теб
3. Суета
4. Площад на сестрите
5. Празен влак
6. Само двама
7. Ловец на сърца

### Страна Б
1. Изповед
2. Аз съм аз
3. Ледове
4. Да, да, да
5. Студен живот
6. Бездействие
7. Човекът змия